# کوه بلیسکو
کوه بلیسکو (به انگلیسی: Pike of Blisco) یک کوه در بریتانیا است که در Lakes واقع شده‌است. کوه بلیسکو ۷۰۵ متر بالاتر از سطح دریا واقع شده‌است.